# Serra de la Guinardera
La Serra de la Guinardera és una serra situada al municipi d'Oliola a la comarca de la Noguera, amb una elevació màxima de 515 metres. El nom prové d'un antropònim Guinard, molt probablement derivat del nom germànic Winhard.